# Gauthier Onclin
Gauthier Onclin (Lieja, 26 de febrero de 2001) es un tenista profesional belga.

## Trayectoria
Después de terminar 2024 con 10 victorias consecutivas, obtuvo la clasificación para el Abierto de Australia 2025 para su debut en el cuadro principal del Grand Slam, derrotando a los estadounidenses Aleksandar Kovacevic y Mackenzie McDonald.